# Aljibes
Aljibes, oficialmente San Francisco Aljibes, es una pequeña localidad y estación de ferrocarril del estado mexicano de Puebla, localizada en el municipio de San Salvador el Seco.

## Localización y demografía
Aljibes es una pequeña población ubicada en las coordenadas geográficas 19°05′09″N 97°38′04″O / 19.08583, -97.63444 y a una altitud de 2420 metros sobre el nivel del mar, se encuentra a poca distancia al sur de la población de San Salvador el Seco, la cabecera municipal. Tuvo su origen como estación de ferrocarril en uno de los ramales de la línea México-Veracruz, localizándose en el punto intermedio entre las poblaciones Rafael Lara Grajales y Esperanza. Tras el fin de los ferrocarriles comerciales en México la población perdió relevancia, de acuerdo con los resultados del Conteo de Población y Vivienda de 2005 realizado por el Instituto Nacional de Estadística y Geografía, Aljibes tiene un total de 110 habitantes, siendo 55 hombres y 55 mujeres.

## Historia
En Aljibes se produjo uno de los últimos combates entre las fuerzas federales leales al presidente Venustiano Carranza y los sublevados del Plan de Agua Prieta, el anterior había ocurrido en la muy cercana estación de Rinconada. Carranza se retiraba rumbo a Veracruz en una gran caravana de ferrocarriles, los sublevados los atacaron en este punto y los carrancistas fueron derrotados además de que les quedó cortada la retirada hacia Veracruz, pues a partir de ahí la vía de ferrocarril había sido levantada por los sublevados. Desde Aljibes, Venustiano Carranza y un pequeño grupo de colaboradores se internaron a caballo hacia la Sierra Norte de Puebla, donde posteriormente sería traicionado y muerto, en Tlaxcalantongo.